# 世田谷 (世田谷区)
世田谷（せたがや）は、東京都世田谷区の町名。現行行政地名は世田谷一丁目から世田谷四丁目。住居表示実施済区域。世田谷地域上町地区に属する。

## 地理
東京都世田谷区の中央部に位置し、周囲を梅丘・若林・上馬・弦巻・桜・豪徳寺の各町に隣接する。世田谷区役所がある。
町の北辺の烏山川緑道は、暗渠化した烏山川の上部を緑道に造成したものである。川の名残として、町内部分では、八幡橋、城向橋、青葉橋、品川橋等の橋の名前が残っている。水準点（世田谷2丁目13番）の高さは東京湾平均海面上（海抜）38.6993メートル（2006年（平成18年）1月1日現在）。

### 地価
住宅地の地価は、2025年（令和7年）1月1日の公示地価によれば、世田谷2-25-12の地点で67万5000円/m2、世田谷4-10-10の地点で74万9000円/m2となっている。

## 歴史
縄文前期の集落跡を示す元宿遺跡が四丁目にある。縄文中期の包蔵地である浄光寺遺跡が一丁目にある。江戸時代、多くは彦根藩井伊家の所領であり、1633年（寛永10年）から1871年（明治4年）まで同家の代官職を継いできた大場家の屋敷が、東京都史跡の世田谷代官屋敷として一丁目に残る。

### 地名の由来
「世田谷」の語源については諸説あり。かつては「勢田郷」（多摩郡勢田）といい、この一帯は台地を刻むように谷が多く低い谷間に位置していることから、一部の地域で特に谷の多い所という区別をして、「勢田」と谷が多い所を意味する「峡（かい）」を合わせて「せたかい」と呼ばれていたが、後に狭小の海峡を意味する「瀬戸」が訛って狭い谷地の意味の「瀬田」へと変化し（世田谷区瀬田も同様）、「峡」が同義語の「谷」へ、発音も「せたがや」へと変わり、谷の多い土地の意味から「世田ヶ谷」と書くようになったといわれる。昭和7年（1932年）の現在の広域地名である「世田谷区」の成立の際に「ヶ」が省かれ「世田谷」となった。即ち、「世田谷」とは勢田郷の谷地という意味である。

### 町名の変遷
| 実施後       | 実施年月日    | 実施前（各町名ともその一部）      |
| ------------ | ------------- | --------------------------------- |
| 世田谷一丁目 | 1966年2月15日 | 世田谷1、弦巻町1、弦巻町2の各一部 |
| 世田谷二丁目 | 1966年2月15日 | 世田谷1、弦巻町1、弦巻町2の各一部 |
| 世田谷三丁目 | 1966年2月15日 | 世田谷1の一部                     |
| 世田谷四丁目 | 1966年2月15日 | 世田谷1、若林町の各一部           |

## 世帯数と人口
2025年（令和7年）1月1日現在（世田谷区発表）の世帯数と人口は以下の通りである。
| 丁目         | 世帯数    | 人口     |
| ------------ | --------- | -------- |
| 世田谷一丁目 | 3,799世帯 | 6,319人  |
| 世田谷二丁目 | 2,009世帯 | 3,559人  |
| 世田谷三丁目 | 1,982世帯 | 3,247人  |
| 世田谷四丁目 | 2,046世帯 | 3,317人  |
| 計           | 9,836世帯 | 16,442人 |

### 人口の変遷
国勢調査による人口の推移。
| 年                 | 人口   |
| ------------------ | ------ |
| 1995年（平成7年）  | 14,061 |
| 2000年（平成12年） | 14,674 |
| 2005年（平成17年） | 15,674 |
| 2010年（平成22年） | 16,145 |
| 2015年（平成27年） | 16,076 |
| 2020年（令和2年）  | 16,856 |

### 世帯数の変遷
国勢調査による世帯数の推移。
| 年                 | 世帯数 |
| ------------------ | ------ |
| 1995年（平成7年）  | 6,916  |
| 2000年（平成12年） | 7,733  |
| 2005年（平成17年） | 8,589  |
| 2010年（平成22年） | 8,880  |
| 2015年（平成27年） | 8,952  |
| 2020年（令和2年）  | 9,629  |

## 学区
区立小・中学校に通う場合、学区は以下の通りとなる（2024年8月時点）。
| 丁目         | 番地                     | 小学校               | 中学校                 |
| ------------ | ------------------------ | -------------------- | ---------------------- |
| 世田谷一丁目 | 1～15番                  | 世田谷区立弦巻小学校 | 世田谷区立弦巻中学校   |
| 世田谷一丁目 | 16〜48番                 | 世田谷区立桜小学校   | 世田谷区立桜木中学校   |
| 世田谷二丁目 | 全域                     | 世田谷区立桜小学校   | 世田谷区立桜木中学校   |
| 世田谷三丁目 | 1～21番                  | 世田谷区立桜小学校   | 世田谷区立桜木中学校   |
| 世田谷三丁目 | 22〜26番                 | 世田谷区立城山小学校 | 世田谷区立世田谷中学校 |
| 世田谷四丁目 | 8～28番                  | 世田谷区立城山小学校 | 世田谷区立世田谷中学校 |
| 世田谷四丁目 | 1～6番 7番13～17号       | 世田谷区立弦巻小学校 | 世田谷区立弦巻中学校   |
| 世田谷四丁目 | 7番1〜12号 7番18〜最終号 | 世田谷区立桜小学校   | 世田谷区立桜木中学校   |

## 交通
- 東急世田谷線世田谷駅、上町駅
- 世田谷通り
- 駒留通り
- 駒沢公園通り：バス路線

## 事業所
2021年（令和3年）現在の経済センサス調査による事業所数と従業員数は以下の通りである。
| 丁目         | 事業所数  | 従業員数 |
| ------------ | --------- | -------- |
| 世田谷一丁目 | 260事業所 | 1,883人  |
| 世田谷二丁目 | 100事業所 | 909人    |
| 世田谷三丁目 | 116事業所 | 769人    |
| 世田谷四丁目 | 172事業所 | 4,380人  |
| 計           | 648事業所 | 7,941人  |

### 事業者数の変遷
経済センサスによる事業所数の推移。
| 年                 | 事業者数 |
| ------------------ | -------- |
| 2016年（平成28年） | 652      |
| 2021年（令和3年）  | 648      |

### 従業員数の変遷
経済センサスによる従業員数の推移。
| 年                 | 従業員数 |
| ------------------ | -------- |
| 2016年（平成28年） | 5,585    |
| 2021年（令和3年）  | 7,941    |

## 施設

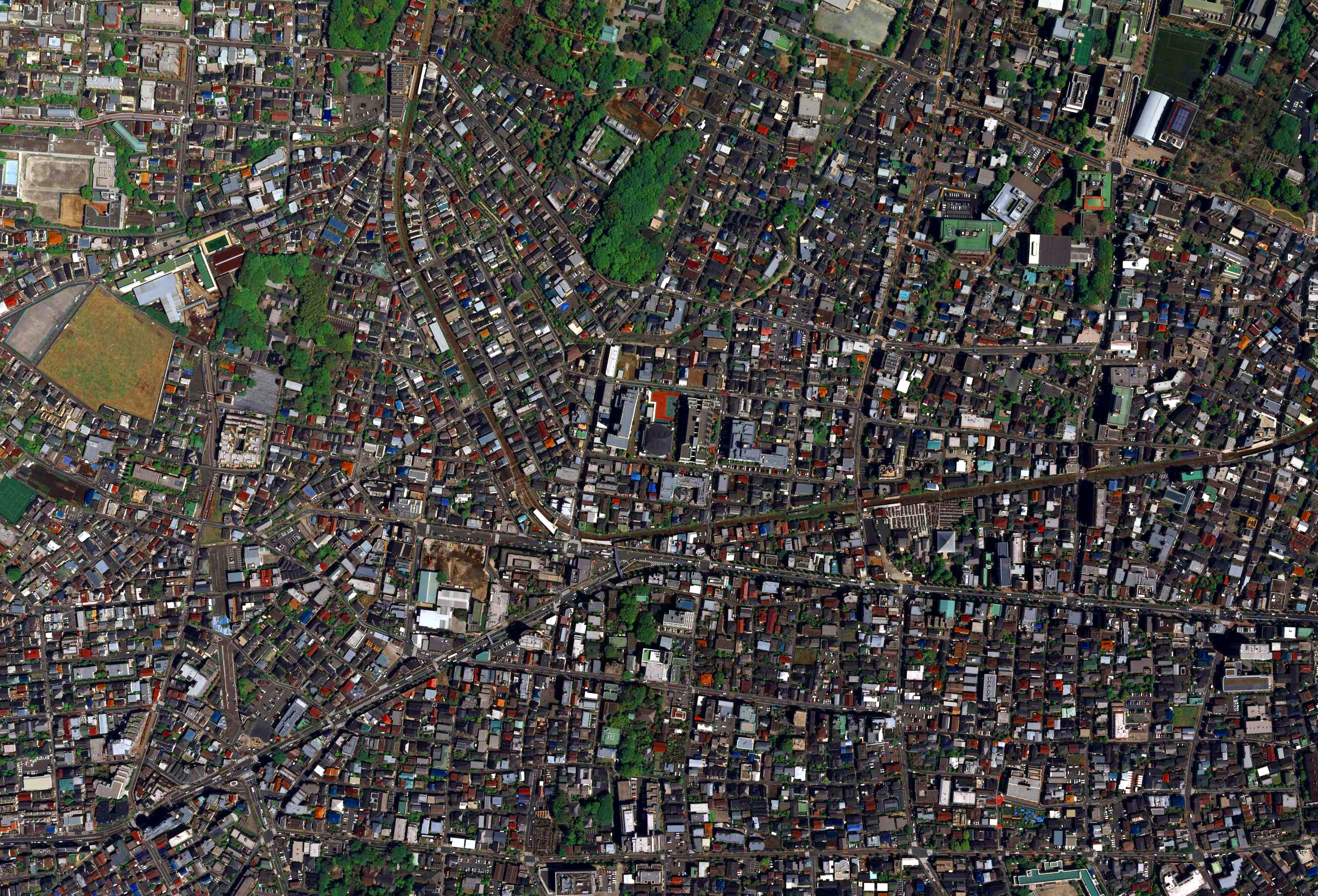
東京都世田谷区世田谷の航空写真（2009年4月27日撮影）

### 公共施設
- 世田谷区役所（本庁）- 道路を隔てて、第一庁舎（第一庁舎、世田谷区民会館、第二庁舎、第三庁舎、駐車場）の施設群からなる。

### 教育
- 青葉学園幼稚園 - 学校法人青葉学園の幼稚園。系列の東京医療保健大学世田谷キャンパスが同じ敷地にある。
- 世田谷区立桜小学校
- 東京医療保健大学世田谷キャンパス - 系列の青葉学園幼稚園が同じ敷地にある。
- 国士舘大学 - 世田谷キャンパス世田谷校舎[16]。隣接して国士舘中学校・高等学校がある。
- 世田谷中央看護高等専修学校

### 商業・金融
- 世田谷一郵便局
- 世田谷四郵便局
- 世田谷信用金庫本店
- 世田谷駅前商店街振興組合（旧世田谷三栄会商店街振興組合）
- ボロ市通り桜栄会商店会
- 上町銀座会
- 城山通り商店会
- オオゼキ上町店
- サミットストア松陰神社前店

### 文化
- 世田谷代官屋敷 - 東京都史跡[17]で、大場家住宅主家及び表門の建物は国指定の重要文化財[18]である。
- 世田谷区立郷土資料館 - 世田谷代官屋敷の敷地内にある登録博物館
- 尾澤醫院 - スパニッシュ様式やアールデコ様式など多様な様式の折衷建築。非公開。
- 円光院 - 真言宗寺院

## 出身・ゆかりのある人物
- 谷崎精二（早稲田大学教授[19]、英文学者） - 世田谷に居住していた[19]。小説家谷崎潤一郎の弟。
- 谷崎英男[19]（早稲田大学教授）
- 中島敦（小説家）- 晩年を父の家のある世田谷で過ごし近所にある岡田病院（現•世田谷中央病院）で亡くなった。

## その他

### 日本郵便
- 郵便番号 : 154-0017[2]（集配局 : 世田谷郵便局[20]）。

### 催事
- ボロ市：ボロ市通りを中心に、12月と翌年1月の年2回開催される。

### 管轄の官公署等
当地域を担当する官公署、集配郵便局等。
- 世田谷総合支所
  - 上町まちづくりセンター
- 世田谷保健所
- 世田谷税務署
- 世田谷都税事務所
- 東京都水道局世田谷東営業所
- 東京法務局世田谷出張所
- 世田谷年金事務所
- 世田谷警察署
  - 世田谷交番
- 世田谷消防署
- 世田谷郵便局 郵便番号は154-8799。